# كارل ألبرت (مغني)
كارل ألبرت (بالإنجليزية: Carl Albert)‏ هو مغني أمريكي، ولد في 13 مايو 1962 في كاليفورنيا في الولايات المتحدة، وتوفي في 22 أبريل 1995.

## وصلات خارجية
- الموقع الرسمي
- كارل ألبرت على موقع ميوزك برينز (الإنجليزية)
- كارل ألبرت على موقع ديسكوغز (الإنجليزية)